# Léonie Banga-Bothy
Léonie Banga-Bothy là một chính trị gia người Cộng hòa Trung Phi, từng giữ chức Bộ trưởng Bộ Ngoại giao của Cộng hòa Trung Phi từ năm 2013 đến 2016.
Banga-Bothy được Michel Djotodia bổ nhiệm làm Bộ trưởng Bộ Ngoại giao vào tháng 6 năm 2013. Bà đã được Charles-Armel Mistane thành công vào tháng 4 năm 2016.